# Comorofca
Comorofca este un cartier al municipiului Brăila, cunoscut pentru mizeria și proasta sa reputație.

## Istoric
Comorofca era în secolul al XIX-lea un cătun sărăcăcios de la marginea Brăilei. În 1890 cătunele Comorofca și Piscu au fost înglobate comunei suburbane Islaz, care a devenit la 1 aprilie 1923 comună rurală de sine stătătoare cu numele de Nedelcu Chercea, în cinstea proprietarului și filantropului omonim. Localitatea Nedelcu Chercea a fost inclusă din nou în municipiul Brăila prin decretul nr. 323/1939, fiind mai întâi comună suburbană (1939–1953), iar apoi, din 1953, cartierul 1 Mai, redenumit Chercea după Revoluția din decembrie 1989.
În perioada interbelică Comorofca era considerat cel mai sărac și mai murdar cartier al orașului Brăila, aici aflându-se groapa de gunoi a orașului. Casele construite aici erau joase, cu pereți din lut și cu geamuri din beșici de porc. Zona din jurul gropii de gunoi este poreclită „Băligoși”, deoarece aici se arunca mai demult bălegarul de la regimentul de cavalerie cantonat în oraș. Cartierul avea o reputație proastă în acea vreme din cauza faptului că aici locuiau tâlhari, cuțitari și hoți de cai. Comorofca a devenit oficial cartier al Brăilei în 1957. Locuitorii au lucrat în perioada regimului comunist la fabrica de pâine, la moară, la siloz, la abator și la cherhana, dar toate acestea s-au desființat odată cu trecerea la economia de piață și oamenii au devenit șomeri.
Situația mahalalei nu s-a schimbat la începutul secolului al XXI-lea, după cum evidențiază un reportaj publicat într-un cotidian național: casele erau înghesuite una lângă alta, munții de gunoaie sufocau zona, pâraie de apă murdară curgea pe ulițele cartierului. Nu exista conexiune la rețeaua publică de apă curentă și canalizare, astfel că rufele se spălau în public la cișmele aflate în stradă și apoi erau întinse la uscat pe garduri, iar un miros puternic umplea străzile. O mică parte a populației muncea, în special femei, pentru un salariu minim pe economie, în timp ce bărbații își pierdeau timpul în cârciumi și în sălile de jocuri mecanice, lăudându-se cu numărul mare de tatuaje. Copiii localnicilor scormoneau pământul pentru a aduna fier vechi pe care-l vindeau depozitelor de profil.

## În cultura populară
Comorofca a fost eternizată în romanul Codin (1926) al lui Panait Istrati. Un alt scriitor brăilean, Fănuș Neagu, îl considera „cel mai descumpănit cartier al lumii” și-l asemăna din punct de vedere al civilizației urbane cu localitățile europene de la începuturile Evului Mediu:
| “ | Comorofca se sprijină cu nădejdea în Dunăre, cu speranța într-un munte de gunoaie și cu toate cojile de sămânță de floarea soarelui ucraineană, spartă în gingii de babe nemuritoare, cu șoldurile-n cuțitul junghiurilor, cu amiaza în sughițuri de bețivi, miazănoaptea în urletele de câini și toate clipele în sughițul morții. Între strada Galați, foarte civilizată și Comorofca, la vreo 300 de metri, urlă lumea în cârciumi cu băuturi contrafăcute și aproape toate îl eternizează pe Istrati, fiindcă se numesc „La Codin”. [...] Nu există ceva mai mizer în lume și cred că mahalaua va dăinui și în mileniul trei. | ” |

## Legături externe
- Ioan Munteanu, La început a fost Islazul... Istoria cartierelor Brăilei: Comorofca, Băligoși, Brăilița, Pisc, Nedelcu Chercea, Radu Negru, Editura Ex Libris, Brăila, 2011, ISBN: 978-973-7612-35-9